# 托蘭斯縣
托蘭斯縣（英語：Torrance County）是美国新墨西哥州的一個縣，位於該州的地理中心，面積8,666平方公里。根據2020年美國人口普查，共有人口15,045人。該州的人口中心位於本縣的曼薩諾（Manzano）。縣治埃斯坦西亞（Estancia）。該縣成立於1903年3月16日，縣名紀念新墨西哥中央鐵路的開發者法蘭西斯·J·托蘭斯。